# Onobrychis freitagii
Onobrychis freitagii är en ärtväxtart som beskrevs av Karl Heinz Rechinger. Onobrychis freitagii ingår i släktet esparsetter, och familjen ärtväxter. Inga underarter finns listade i Catalogue of Life.